# Matt Borlenghi

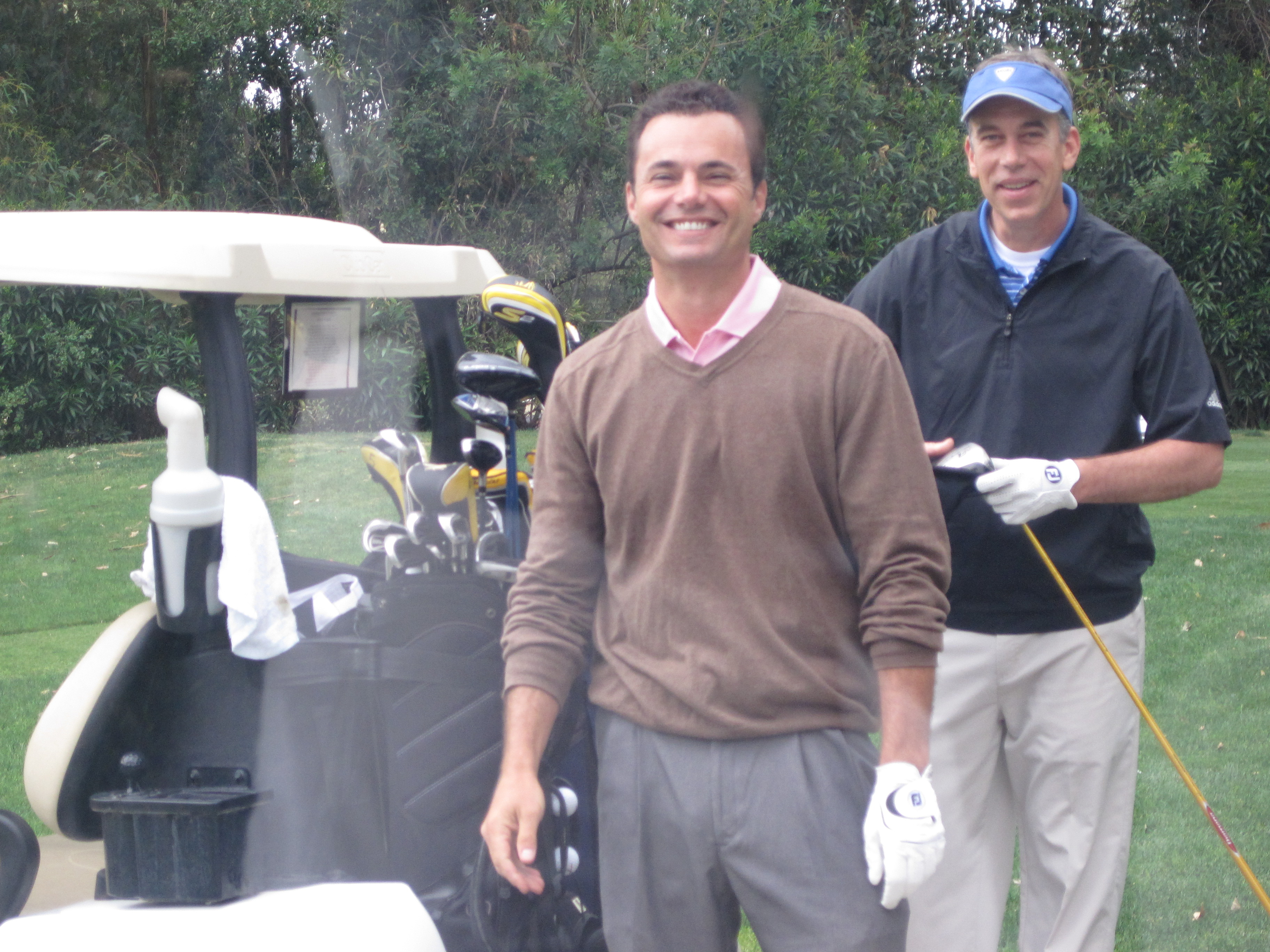
Matt Borlenghi (links, um 2011)

Matthew „Matt“ Borlenghi (* 25. Mai 1967 in Los Angeles, Kalifornien als Matteo Andrea Borlenghi) ist ein italienisch-US-amerikanischer Schauspieler.

## Leben
Der Italoamerikaner Borlenghi wurde als Sohn von Robert and Kiki Borlenghi geboren. Von 1981 bis 1982 besuchte er die The Webb Schools in Kalifornien, von 1982 bis 1985 besuchte er die Beverly Hills High School. Er ist Vater einer Tochter und von Zwillings-Söhnen. Borlenghi wurde national bekannt durch seine Rolle des Brian Bodine, den er in 228 Episoden der Fernsehserie All My Children  verkörperte.
Seine erste Filmrolle hatte er 1987 in Cannibal Hookers. 1995 hatte er in der Fernsehserie Pig Sty die Rolle des Johnny Barzano inne, die er in insgesamt 13 Episoden verkörperte. Im gleichen Jahr bis 1996 stellte er den Russ Francis in 12 Episoden in der Fernsehserie The Jeff Foxworthy Show dar. In der Fernsehserie Police Academy spielte er von 1996 bis 1997 in 26 Episoden den Richard Casey.
Anfang der 2000er Jahre folgten Besetzungen in Spielfilmen wie Second Chance – Alles wird gut und Blood Surf – Angriff aus der Tiefe. 2002 stelle er in
Reich und Schön in 29 Episoden den Charakter Ziggy Deadmarsh dar. Er wirkte 2008 in 12 Episoden als Mayor Anthony Marino in Zeit der Sehnsucht mit. Borlenghi nahm immer wieder Filmangebote im Genre Tierhorrorfilme an, so auch 2011 in Camel Spiders – Angriff der Monsterspinnen. Seit 2011 wird er in den Credits als Matthew Borlenghi geführt. Zuvor war er unter dem Namen Matt Borlenghi aufgeführt.

## Filmografie
- 1987: Cannibal Hookers
- 1988: The American Scream
- 1989: TV 101 (Fernsehserie, Episode 1x05)
- 1989: Nightmare on Elm Street 5 – Das Trauma (A Nightmare on Elm Street 5: The Dream Child)
- 1991: Hunter (Fernsehserie, 2 Episoden)
- 1991–1996: All My Children (Fernsehserie, 228 Episoden)
- 1993: Nachtschicht mit John (The John Larroquette Show) (Fernsehserie, Episode 1x12)
- 1993: Eine schrecklich nette Familie (Married… with Children) (Fernsehserie, Episode 8x02)
- 1994: Hot Line (Fernsehserie, Episode 1x02)
- 1995: Emergency Room – Die Notaufnahme (ER) (Fernsehserie, Episode 1x20)
- 1995: Pig Sty (Fernsehserie, 13 Episoden)
- 1995–1996: The Jeff Foxworthy Show (Fernsehserie, 12 Episoden)
- 1996: Eine schrecklich nette Familie (Married… with Children) (Fernsehserie, Episode 10x23)
- 1996: Party Girl (Fernsehserie, 4 Episoden)
- 1996–1997: Police Academy  (Police Academy: The Series) (Fernsehserie, 26 Episoden)
- 1999: Mörderische Küsse (Kate's Addiction)
- 1999: Pacific Blue – Die Strandpolizei (Pacific Blue) (Fernsehserie, Episode 4x19)
- 2000: Second Chance – Alles wird gut (The Crew)
- 2000: Blood Surf – Angriff aus der Tiefe (Krocodylus)
- 2002: Reich und Schön (The Bold and the Beautiful) (Fernsehserie, 29 Episoden)
- 2002: Spider's Web
- 2002: Psychic Murders
- 2004: DinoCroc
- 2005: Venice Underground
- 2006: Alpha Dog – Tödliche Freundschaften (Alpha Dog)
- 2006: Jack (Kurzfilm)
- 2006: Standoff (Fernsehserie, Episode 1x04)
- 2006: Without a Trace – Spurlos verschwunden (Without a Trace) (Fernsehserie, Episode 5x08)
- 2006: Bloody Mary
- 2007: Cougar Club
- 2007: The Hit (Kurzfilm)
- 2007: Dexter (Fernsehserie, Episode 2x08)
- 2008: Jack Rio
- 2008: Skeletons in the Desert
- 2008: Zeit der Sehnsucht (Days of Our Lives) (Fernsehserie, 12 Episoden)
- 2008: Life (Fernsehserie, Episode 2x07)
- 2009: Three7Nine (Kurzfilm)
- 2010: Melissa & Joey (Fernsehserie, Episode 1x09)
- 2011: Camel Spiders – Angriff der Monsterspinnen (Camel Spiders) (Fernsehfilm)
- 2011: Gil's Brother (Kurzfilm)
- 2012: Proper Manors (Fernsehserie)
- 2014: Tentacle 8
- 2014: Eat with Me
- 2015: Rosewood (Fernsehserie, Episode 1x10)
- 2016: The Turn
- 2016: Castle (Fernsehserie, Episode 8x21)
- 2016: Mistresses (Fernsehserie, Episode 4x01)
- 2016: Murder in the First (Fernsehserie, Episode 3x01)
- 2018: A Friend's Obsession
- 2018: Champaign ILL (Fernsehserie, 2 Episoden)
- 2018: Tödliche Stille (Dead Silent) (Fernsehserie, Episode 3x02)
- 2018–2024: Cobra Kai (Fernsehserie, 5 Episoden)
- 2019: The Bobby DeBarge Story (Fernsehfilm)
- 2019: Der Denver-Clan (Dynasty) (Fernsehserie, Episode 3x02)